# Glen Fork
 (mars 2025).
Glen Fork est une census-designated place située dans le comté de Wyoming, dans l’État de Virginie-Occidentale, aux États-Unis. Lors du recensement de 2020, elle comptait 457 habitants.